# Diafiltration
Die Diafiltration ist ein membrantechnisches Verfahren, bei dem das Lösungsmittel und je nach Anwendung ein Teil der Inhaltsstoffe einer Lösung oder einer Suspension ausgetauscht werden. Dieses Verfahren wird häufig einer klassischen Tangentialflussfiltration hinten angestellt, da es sich von seinen technischen Voraussetzungen kaum unterscheidet.

## Funktionsprinzip

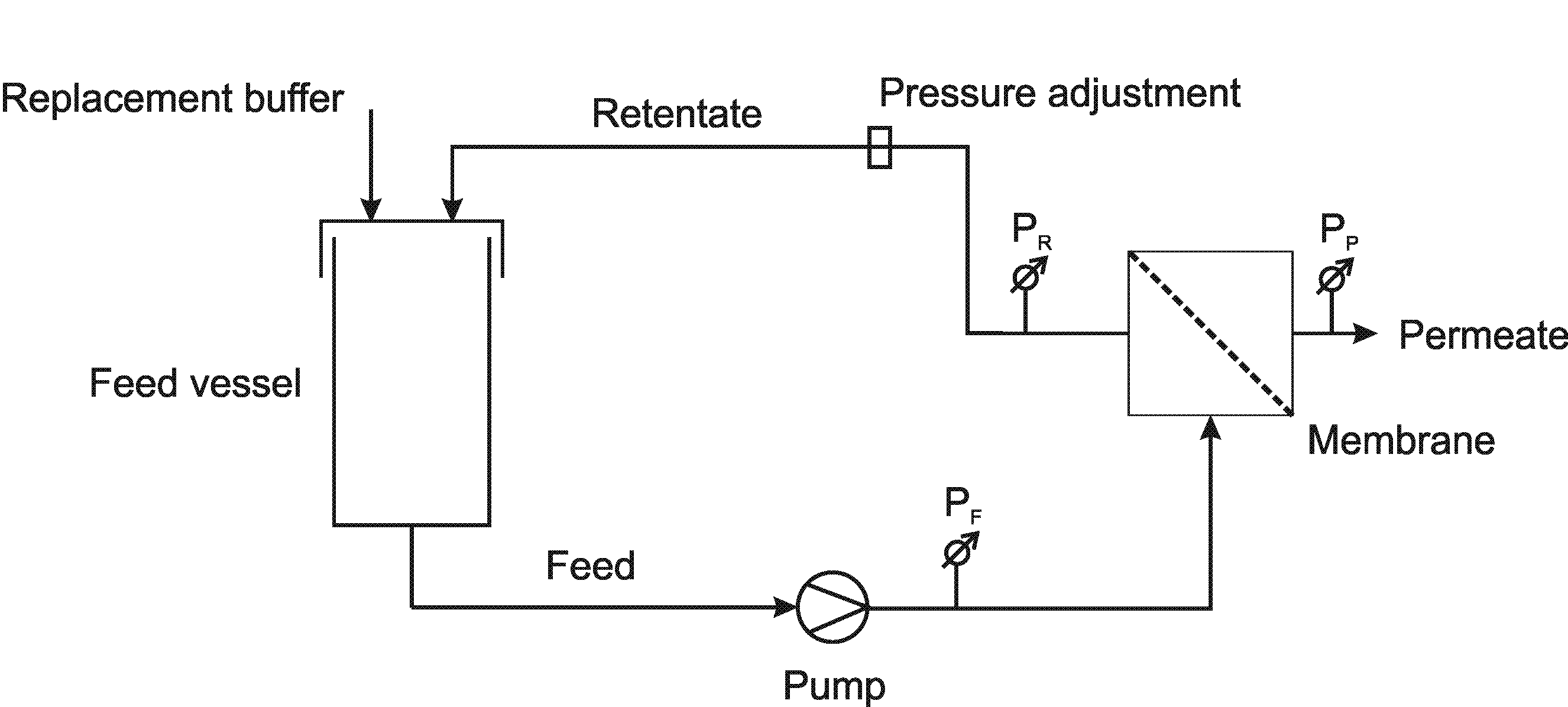
Prinzipskizze einer Diafiltrationsanlage

Die Vorlage, deren Lösungsmittel getauscht werden soll, wird vom Vorlagenbehälter aus zirkuliert. Durch das Regulieren des Flusses nach dem Membranmodul wird ein Transmembrandruck (TMP) eingestellt, der als treibende Kraft in der Diafiltration wirkt. Die Porengröße der Membran wird so gewählt, dass die zu entfernenden Moleküle die Membran durchdringen können. Da das System als geschlossenes System betrieben wird, führt das Abführen des Permeates zum Nachfließen des Austauschlösungsmittels, wodurch das zirkulierende Volumen während der Diafiltration konstant bleibt. Sobald dasselbe Volumen, das ursprünglich vorgelegt wurde, einmal als Permeat das System verlassen hat und durch neues Lösungsmittel ersetzt wurde, wurde ein sogenanntes Diafiltrationsvolumen erreicht.

## Anwendungen

### Mikrofiltration
Suspensionen, die durch die Herstellung verunreinigt sind, werden im Tangentialflussbetrieb hierbei über eine Mikrofiltrationsmembran geleitet. Die Vorlage (Feed) wird während des Prozesses mit derselben Menge an reiner Flüssigkeit aufgefüllt, wie bei der Filtration abgetrennt wird. Auf diese Weise wird die Suspension gereinigt, ohne die Nachteile eines Viskositätsanstiegs. Die Herstellung hochreiner Substanzen ist ein typisches Anwendungsgebiet dieses Verfahrens.

### Ultrafiltration
Bei Ultrafiltrationsanwendungen werden in Lösungen auf dieselbe Weise Lösungsmittel getauscht, höhermolekulare Bestandteile von niedrigmolekularen getrennt, oder deren Zusammensetzung verändert.

### Nanofiltration
Bei Nanofiltrationsanwendungen können kleinere organische Moleküle hoch rein dargestellt werden. Dieses Verfahren ist in der chemischen und Lebensmittelindustrie von Bedeutung.

## Hämodiafiltration
Bei der Hämodiafiltration werden die Hämodialyse und die Hämofiltration kombiniert. Dadurch werden die druckgetriebenen und die konzentrationsgetriebenen Eigenschaften beider Verfahren kombiniert.